# Український державний центр національно-патріотичного виховання, краєзнавства і туризму учнівської молоді
Український державний центр національно-патріотичного виховання, краєзнавства і туризму учнівської молоді (УДЦНПВ) — структурний підрозділ Міністерства освіти і науки України та офіційний представник у питаннях функціонування позашкільної освіти.
Державний центр є наступником відповідних інституцій позашкілля, зокрема, Республіканської станції юних туристів, яка наказом Міністерства освіти України наприкінці 1991 року перейменована на Український державний центр туризму і краєзнавства учнівської молоді. Нинішня назва — з 2018 року.
Директор УДЦНПВ — Сергій Неділько.
Центр організовує та проводить всеукраїнські заходи: військово-патріотична гра «Сокіл» («Джура»), всеукраїнський злет юних туристів-краєзнавців, чемпіонати та Кубки України серед юнаків з видів спортивного туризму, змагання зі спортивних туристських походів серед учнівської та студентської молоді, чемпіонати України серед вихованців позашкільних навчальних закладів зі спортивного орієнтування.

## Завдання та мета
Український державний центр національно-патріотичного виховання, краєзнавства і туризму учнівської молоді відповідає за реалізацію державної політики щодо національно-патріотичного виховання дітей та молоді. Його фахівці координують освітню діяльність закладів туристсько-краєзнавчого напряму позашкільної освіти.
Головні завдання УДЦНПВ
- формування ціннісних орієнтирів та утвердження національно-патріотичної свідомості дітей та молоді;
- вільний розвиток особистості та формування її соціально-громадського досвіду;
- виховання у дітей та молоді поваги до Конституції України, прав і свобод людини та громадянина, почуття власної гідності, відповідальності перед законом за свої дії;
- виховання у дітей та молоді патріотизму, любові до України, поваги до народних звичаїв, традицій, національних цінностей українського народу, а також інших націй і народів;
- створення умов для гармонійного розвитку особистості, задоволення потреб дітей та молоді у позашкільній освіті, організації їх змістовного дозвілля і відпочинку;
- формування у дітей та молоді свідомого й відповідального ставлення до власного здоров'я та здоров'я оточуючих, навичок безпечної поведінки;
- вдосконалення фізичного розвитку вихованців;
- формування здорового способу життя вихованців;
- виявлення, розвиток і підтримка юних талантів і обдарувань, стимулювання творчого самовдосконалення та розвиток краєзнавчо-дослідницької діяльності дітей та молоді;
- удосконалення нормативно-правової бази з національно-патріотичного виховання дітей та молоді та туристсько-краєзнавчого напряму позашкільної освіти;
- здійснення інформаційно-методичної та організаційно-масової роботи за напрямами діяльності УДЦНПВ;
- організація та проведення всеукраїнських масових туристсько-краєзнавчих заходів та заходів з національно-патріотичного виховання в системі освіти у взаємодії з органами виконавчої влади, органів місцевого самоврядування, підприємств, установ, організацій, об'єднань громадян та сім'ї;
- надання методичної і практичної допомоги закладам освіти з питань впровадження форм і методів туристсько-краєзнавчої роботи та національно-патріотичного виховання;
- проведення заходів з підвищення кваліфікації педагогічних працівників закладів освіти та громадських кадрів за напрямами своєї діяльності;
- популяризація туристсько-краєзнавчого напряму позашкільної освіти та заходів національно-патріотичного спрямування;
- створення умов для творчого, інтелектуального духовного і фізичного розвитку вихованців УДЦНПВКТУМ;
- надання первинних професійних навичок і умінь, необхідних для їхньої реалізації, подальшої самореалізації та /або професійної діяльності;
- надання вмінь і навичок, необхідних для служби в Збройних Силах України.

## Структура
Функціональна структура центру виглядає таким чином:
- відділ національно-патріотичного виховання дітей та молоді
- відділ краєзнавства
- відділ спортивного туризму
- організаційно-педагогічний відділ
- відділ інформаційно-методичного забезпечення та зв'язків з громадськістю
- філія «Центральний табір туристського активу учнів України»
- молодіжний центр громадянської освіти

Напрями діяльності діяльності центру
- національно-патріотичний напрям;
- туристсько-краєзнавчий напрям;
- туристсько-спортивний напрям;
- молодіжна співпраця у сфері національно-патріотичного виховання.

## Співпраця з громадськими організаціями
Громадські організації, спільно з якими Центр реалізує проєкти
- Молодіжний Клуб Джура;
- «Пласт» — національна скаутська організація України;
- Молодіжний націоналістичний конгрес
- Українська академія лідерства
- Українська асоціація студентів
- Фундація регіональних ініціатив
- Асоціація молодіжних центрів України
- Спілка української молоді
- Український Легіон
- Національний Альянс
- Федерація спортивного туризму України
- Федерація спортивного орієнтування України
- Українське географічне товариство
- Національна спілка краєзнавців України
- Славетні епохи України
- Музей «Становлення української нації»